# 藤原顕隆
藤原 顕隆（ふじわら の あきたか、延久4年〈1072年〉 - 大治4年〈1129年〉）は、平安時代後期の公卿。藤原北家高藤流（勧修寺流）、参議・藤原為房の次男。官位は正三位・権中納言。葉室家の祖。

## 経歴
白河院政期初頭の寛治元年（1087年）院蔵人となり、父・藤原為房と同じく白河法皇に近臣として仕える。寛治2年（1088年）従五位下に叙爵し、寛治3年（1089年）宮内権少輔に任官する。のち、勘解由次官・衛門権佐を務め、寛治4年（1090年）従五位上、嘉保2年（1095年）正五位下に叙せられているが、これは2歳年上の兄・為隆より早い昇進であった。
承徳2年（1098年）破格の抜擢により右少弁に任ぜられると、その後、20年以上に亘って弁官を務めた。康和5年（1103年）顕隆の五条高倉第で宗仁親王（のち鳥羽天皇）が誕生し、妻の藤原悦子はその乳母となる。顕隆は宗仁親王に対して誕生以来近侍し、親王の即位後の天仁3年（1110年）から天皇の身辺の用度を掌る内蔵頭を10年近くも務めた。嘉承2年（1107年）には五位蔵人を兼ねて三事兼帯の栄誉に浴している。永久3年（1115年）蔵人頭兼右大弁に補せらると、元永3年（1120年）従三位に叙せられて、兄・為隆に先んじて公卿に列した。
保安元年（1120年）に藤原忠実が白河法皇の勘気を受けて内覧を停止されると、顕隆の権勢は当たらざる勢いとなり、翌保安2年（1121年）に忠実が関白を辞した際には忠実の叔父・家忠の後継就任案が浮上したが、稲荷祭の際に院近臣として顕隆と法皇の寵愛を競っていた藤原顕季が家忠と密談していたという情報を手に入れると直ちに法皇に反対論を述べてこれを退けさせるなど、自らの官職を越えて重要な政策の決定に関わった。『今鏡』によれば、それが夜になってからのことが多かったため、世上「夜の関白」とあだ名されたという。『中右記』には「天下の政、この人の言にあり」とまで述べられており、院政期を代表する政治家の一人である。
保安3年（1123年）参議次いで権中納言に任ぜられ、大治3年（1128年）納言7年の労により正三位に至った。大治4年（1129年）正月15日薨去。
日記として『顕隆卿記』があり、京都大学総合博物館（勧修寺家本）、および国立歴史民俗博物館（田中本）に伝わっている。

## 官歴
『公卿補任』による。
- 寛治元年（1087年） 正月30日：院蔵人。12月13日：左兵衛尉
- 寛治2年（1088年） 正月11日：六位蔵人。正月25日：左近衛将監。2月13日：従五位下
- 寛治3年（1089年） 正月28日：宮内権少輔
- 寛治4年（1090年） 4月20日：従五位上。6月5日：勘解由次官
- 嘉保2年（1095年） 正月2日：正五位下
- 嘉保3年（1096年） 正月24日：若狭守
- 永長2年（1097年） 正月29日：右衛門権佐
- 承徳2年（1098年） 7月12日：左衛門権佐。12月17日：右少弁
- 康和元年（1099年） 12月14日：左少弁
- 康和3年（1101年） 10月28日：防鴨河使
- 康和4年（1102年） 正月23日：播磨介
- 康和5年（1103年） 8月17日：春宮大進
- 長治元年（1104年） 2月27日：正五位上
- 嘉承元年（1106年） 12月27日：右中弁
- 嘉承2年（1107年） 正月26日：備前権介。7月19日：五位蔵人（三事兼帯）
- 嘉承3年（1108年） 3月5日：右宮城使
- 天仁2年（1109年） 正月7日：従四位下、佐如元
- 天仁3年（1110年） 正月28日：内蔵頭、止佐。3月15日：左中弁。8月16日：従四位上
- 天永元年（1110年） 8月16日：近江守
- 永久元年（1113年） 10月12日：正四位下
- 永久3年（1115年） 8月13日：右大弁、蔵人頭
- 永久5年（1117年） 正月19日：越前権守
- 永久6年（1118年） 正月26日：中宮亮。4月：辞内蔵頭
- 元永3年（1120年） 正月6日：従三位（坊官労）、右大弁中宮亮如元
- 保安3年（1123年） 正月23日：参議、元右大弁。12月17日：権中納言
- 大治元年（1126年） 12月5日：兼按察使
- 大治2年（1127年） 12月14日：後白川親王勅別当
- 大治3年（1128年） 正月5日：正三位（納言労7年）
- 大治4年（1129年） 正月15日：薨去

## 系譜
- 父：藤原為房
- 母：源頼国の女
- 妻：藤原悦子 - 藤原季綱の女、典侍、鳥羽天皇の乳母
  - 男子：藤原顕頼（1094-1148）
  - 男子：藤原顕能（1107-1139）
  - 女子：藤原立子（玄子） - 藤原伊通室
  - 女子：藤原栄子 - 藤原忠隆室、崇徳天皇乳母
- 妻：源顕房の女
  - 男子：藤原顕長（1118-1167）
- 生母不明
  - 男子：顕源
  - 男子：隆恵
  - 男子：隆勝
  - 女子：藤原家政室
  - 女子：藤原実能室
  - 女子：藤原清隆室、のち藤原朝隆室
  - 女子：藤原憲方室
  - 女子：
  - 女子：藤原実定妾

子孫は後世において葉室家を称し、中世・近世を通じて堂上家（名家）の一つとして繁栄した。